# Qualifications pour la Coupe du monde féminine de rugby à XV 2025
Navigation
Qualifications Coupe du monde féminine 2021 Qualifications Coupe du monde féminine 2029
Les qualifications pour la Coupe du monde féminine de rugby à XV 2025 , qui se déroule en Angleterre du 22 août au 27 septembre 2025, mettent aux prises 23 équipes nationales afin de qualifier 12 formations pour disputer la phase finale au côté des 4 équipes qualifiées d’office, soit un total de 16 sélections, soit 4 de plus que la précédente édition.

## Qualifiés

### Qualifiés d’office
Les quatre nations demi-finalistes de la Coupe du monde 2021 sont qualifiées d’office pour l’édition 2025 :
- Nouvelle-Zélande (vainqueur en 2021)
- Angleterre  (finaliste en 2021 et pays organisateur de l'édition 2025)
- France (demi-finaliste troisième en 2021)
- Canada (demi-finaliste quatrième en 2021)

### Autres qualifiés
Douze places sont attribuées par le biais des qualifications avec le résultat suivant par continent :
- Afrique (1 place) :
  -  Afrique du Sud (4e de groupe et élimination au premier tour en 2021)
- Amériques (2 places) : 
  -  États-Unis (quart-de-finaliste en 2021)
  -  Brésil (n'a jamais participé à cette compétition)
- Asie (1 place) : 
  -  Japon (4e de groupe et élimination au premier tour en 2021)
- Europe (5 places) :
  -  Irlande (non-participation en 2021)
  -  Écosse (4e de groupe et élimination au premier tour en 2021)
  -  Italie (quart-de-finaliste en 2021)
  -  Pays de Galles (quart-de-finaliste en 2021)
  -  Espagne (non-participation en 2021)
- Océanie (3 places) : 
  -  Australie (quart-de-finaliste en 2021)
  -  Fidji (3e de groupe et élimination au premier tour en 2021)
  -  Samoa (non-participation en 2021)

### Ensemble
|                                                          |                                                          | Afrique        | Amériques         | Asie       | Europe                       | Océanie                         | Total |
| -------------------------------------------------------- | -------------------------------------------------------- | -------------- | ----------------- | ---------- | ---------------------------- | ------------------------------- | ----- |
| Qualification automatique : demi-finalistes édition 2021 | Qualification automatique : demi-finalistes édition 2021 |                | Canada            |            | Angleterre France            | Nouvelle-Zélande                | 4     |
| Via les qualifications                                   | QD                                                       | Afrique du Sud | États-Unis Brésil | Japon      | Irlande                      | Fidji                           | 6     |
| Via les qualifications                                   | WXV 2                                                    |                |                   |            | Écosse Italie Pays de Galles | Australie                       | 4     |
| Via les qualifications                                   | WXV 3                                                    |                |                   |            | Espagne                      | Samoa                           | 2     |
| Total qualifiés                                          | Total qualifiés                                          | 1              | 3                 | 1          | 7                            | 4                               | 16    |
| Élimination                                              | WXV 3                                                    | Madagascar     |                   | Hong Kong  | Pays-Bas                     |                                 | 3     |
| Élimination                                              | QC                                                       | Kenya Cameroun | Colombie          | Kazakhstan | Portugal Suède               | Tonga Papouasie-Nouvelle-Guinée | 8     |
| Total éliminés                                           | Total éliminés                                           | 3              | 1                 | 2          | 3                            | 2                               | 11    |
| Total                                                    | Total                                                    | 4              | 4                 | 3          | 10                           | 6                               | 27    |

|  | Qualification pour la Coupe du monde 2025 acquise avant les éliminatoires. |
|  | Qualification pour la Coupe du monde 2025 via les éliminatoires.           |
|  | Élimination.                                                               |

## Afrique
- Aucun pays n'est qualifié automatiquement grâce à la Coupe du monde 2021.
- Un pays est qualifié directement via la Coupe d'Afrique.
- Un deuxième pays peut se qualifier via le WXV 3.

### Coupe d'Afrique
La Coupe d'Afrique se déroule à Antananarivo, au Madagascar, du 4 au 12 mai 2024. Quatre nations y participent. La première est directement qualifiée pour la Coupe du monde, la deuxième peut encore se qualifier grâce au WXV 3.
| Rang | Équipe         | J | V | N | D | Em | Ee | Bo | Bd | Pm  | Pe  | Diff | Pts |
| ---- | -------------- | - | - | - | - | -- | -- | -- | -- | --- | --- | ---- | --- |
| 1    | Afrique du Sud | 3 | 3 | 0 | 0 | 28 | 4  | 3  | 0  | 164 | 22  | +142 | 15  |
| 2    | Madagascar     | 3 | 2 | 0 | 1 | 10 | 13 | 1  | 0  | 58  | 73  | -15  | 9   |
| 3    | Kenya          | 3 | 1 | 0 | 2 | 12 | 19 | 1  | 1  | 66  | 109 | -43  | 6   |
| 4    | Cameroun       | 3 | 0 | 0 | 3 | 4  | 18 | 0  | 1  | 22  | 106 | -84  | 1   |

|  | Qualification pour la Coupe du monde 2025. |
|  | Qualification possible via le WXV 3 2024.  |
|  | Élimination.                               |

## Amériques
- Un pays est qualifié automatiquement grâce à la Coupe du monde 2021 : Canada.
- Un deuxième pays est qualifié directement via le barrage d'Amérique du Sud.
- Un troisième pays, les États-Unis, est qualifié via le Pacific Four ou via le WXV 2.

### Barrage d'Amérique du Sud
Le 16 mars 2024, la Colombie perd 33 à 11 contre les Pays-Bas lors d'un barrage de qualification pour accéder au WXV, perdant ainsi toute seconde chance de qualification pour la Coupe du monde en cas de défaite contre le Brésil.
Un barrage oppose deux pays d'Amérique du Sud, la Colombie et le Brésil. Le vainqueur accède directement à la Coupe du monde, le perdant est éliminé.
| 29 juin 2024 15 h 30 | Colombie | 13 - 34 (8 - 22) | Brésil | Estadio Héroes de Curupayty (en), Luque (Paraguay) Arbitre : Federico Solar |
| 29 juin 2024 15 h 30 | Rapport  |                  |        | Estadio Héroes de Curupayty (en), Luque (Paraguay) Arbitre : Federico Solar |
| 29 juin 2024 15 h 30 |          |                  |        | Estadio Héroes de Curupayty (en), Luque (Paraguay) Arbitre : Federico Solar |

| Brésil   |
| Colombie |

|  | Qualification pour la Coupe du monde 2025. |
|  | Élimination.                               |

## Asie
- Aucun pays n'est qualifié automatiquement grâce à la Coupe du monde 2021.
- Un pays est qualifié directement via le Championnat d'Asie.
- Un deuxième pays peut se qualifier via le WXV 3.

### Championnat d'Asie
Le Championnat d'Asie se déroule à Hong Kong du 22 mai au 1er juin 2024. Trois nations y participent. La première est directement qualifiée pour la Coupe du monde, la deuxième peut encore se qualifier grâce au WXV 3.
| Rang | Pays       | J | V | N | D | Bo | Bd | Pm | Pe | Diff | Pts |
| ---- | ---------- | - | - | - | - | -- | -- | -- | -- | ---- | --- |
| 1    | Japon      | 2 | 2 | 0 | 0 | 2  | 0  | 93 | 12 | +81  | 10  |
| 2    | Hong Kong  | 2 | 1 | 0 | 1 | 0  | 0  | 34 | 29 | +5   | 4   |
| 3    | Kazakhstan | 2 | 0 | 0 | 2 | 0  | 0  | 0  | 86 | -86  | 0   |

|  | Qualification pour la Coupe du monde 2025. |
|  | Qualification possible via le WXV 3 2024.  |
|  | Élimination.                               |

## Europe
- Deux pays sont qualifiés automatiquement grâce à la Coupe du monde 2021 : l'Angleterre et la France.
- Un troisième pays est qualifié directement via le Tournoi des Six Nations.
- Un quatrième et cinquième pays se qualifient via le WXV 2.
- Un sixième pays se qualifie via le barrage WXV 2/WXV 3.
- Un septième et huitième pays peuvent se qualifier via le WXV 3.

### Tournoi des Six Nations
Le traditionnel Tournoi des Six Nations se déroule du 23 mars au 27 avril 2024. La meilleure nation en dehors de l'Angleterre et de la France (déjà qualifiées en tant que demi-finalistes de l'édition 2021) se qualifie directement pour la Coupe du monde. Les deux suivantes se qualifient via le WXV 2. La dernière peut encore se qualifier grâce au barrage WXV 2/WXV 3 contre le vainqueur du Championnat d'Europe ou via le WXV 3.
| Rang | Équipe         | J | V | N | D | Em | Ee | Bo | Bd | Pm  | Pe  | Diff | Pts |
| ---- | -------------- | - | - | - | - | -- | -- | -- | -- | --- | --- | ---- | --- |
| 1    | Angleterre     | 5 | 5 | 0 | 0 | 44 | 5  | 5  | 0  | 270 | 41  | +229 | 28  |
| 2    | France         | 5 | 4 | 0 | 1 | 22 | 11 | 3  | 0  | 152 | 79  | +73  | 19  |
| 3    | Irlande        | 5 | 2 | 0 | 3 | 13 | 36 | 1  | 1  | 99  | 170 | -71  | 10  |
| 4    | Écosse         | 5 | 2 | 0 | 3 | 8  | 15 | 0  | 1  | 54  | 104 | -50  | 9   |
| 5    | Italie         | 5 | 1 | 0 | 4 | 10 | 23 | 1  | 2  | 72  | 146 | -74  | 7   |
| 6    | Pays de Galles | 5 | 1 | 0 | 4 | 7  | 24 | 0  | 1  | 55  | 162 | -107 | 5   |

|  | Qualification déjà acquise pour la Coupe du monde 2025.            |
|  | Qualification pour la Coupe du monde 2025.                         |
|  | Qualification possible via le Barrage WXV 2/WXV 3 ou via le WXV 3. |

### Championnat d'Europe
Le 16 mars 2024, les Pays-Bas battent la Colombie 33 à 11 lors d'un barrage de qualification, accédant ainsi au WXV.
Le Championnat d'Europe se déroule du 3 février au 13 avril 2024. Quatre nations y participent. La première peut se qualifier pour la Coupe du monde grâce au barrage WXV 2/WXV 3 contre le dernier du Tournoi des Six Nations ou via le WXV 3. 
| Rang | Club     | J | V | N | D | Bo | Bd | Pm  | Pe | Diff | Pts |
| ---- | -------- | - | - | - | - | -- | -- | --- | -- | ---- | --- |
| 1    | Espagne  | 3 | 3 | 0 | 0 | 2  | 0  | 99  | 5  | +94  | 14  |
| 2    | Pays-Bas | 3 | 2 | 0 | 1 | 2  | 0  | 95  | 29 | +66  | 10  |
| 3    | Portugal | 3 | 1 | 0 | 2 | 1  | 0  | 34  | 55 | -21  | 5   |
| 4    | Suède    | 3 | 0 | 0 | 3 | 0  | 0  | 139 | 0  | +139 | 0   |

|  | Qualification possible via le Barrage WXV 2/WXV 3 ou via le WXV 3. |
|  | Qualification possible via le WXV 3.                               |
|  | Élimination.                                                       |

### Barrage WXV 2/WXV 3
Un barrage oppose le dernier du Tournoi des Six Nations au vainqueur du Championnat d'Europe. Le gagnant se qualifie pour la Coupe du monde via le WXV 2, tandis que le perdant garde une chance via le WXV 3.
| 29 juin 2024 16 h 35 | Pays de Galles | 52 - 20 (21 - 20) | Espagne | Arms Park, Cardiff 2 436 spectateurs Arbitre : Aurélie Groizeleau |
| 29 juin 2024 16 h 35 | Rapport        |                   |         | Arms Park, Cardiff 2 436 spectateurs Arbitre : Aurélie Groizeleau |
| 29 juin 2024 16 h 35 |                |                   |         | Arms Park, Cardiff 2 436 spectateurs Arbitre : Aurélie Groizeleau |

| Pays de Galles |
| Espagne        |

|  | Qualification pour la Coupe du monde 2025. |
|  | Qualification possible via le WXV 3.       |

## Océanie
- Un pays est qualifié automatiquement grâce à la Coupe du monde 2021 : la Nouvelle-Zélande.
- Un deuxième pays est qualifié via le Championnat d'Océanie.
- Un troisième pays, l'Australie, est qualifié via le Pacific Four ou via le WXV 2.
- Un quatrième pays peut se qualifier via le WXV 3.

### Championnat d'Océanie
Quatre nations y participent. La première est directement qualifiée pour la Coupe du monde, la deuxième peut encore se qualifier grâce au WXV 3.
| Rang | Pays                      | J | V | N | D | Bo | Bd | Pm  | Pe  | Diff | Pts |
| ---- | ------------------------- | - | - | - | - | -- | -- | --- | --- | ---- | --- |
| 1    | Fidji                     | 3 | 3 | 0 | 0 | 2  | 0  | 160 | 22  | +138 | 14  |
| 2    | Samoa                     | 3 | 2 | 0 | 1 | 2  | 0  | 42  | 34  | +8   | 10  |
| 3    | Tonga                     | 3 | 1 | 0 | 2 | 1  | 0  | 49  | 82  | -33  | 5   |
| 4    | Papouasie-Nouvelle-Guinée | 3 | 0 | 0 | 3 | 0  | 0  | 11  | 124 | -113 | 0   |

|  | Qualification pour la Coupe du monde 2025. |
|  | Qualification possible via le WXV 3.       |
|  | Élimination.                               |

## Pacific Four
La meilleure nation en dehors de la Nouvelle-Zélande et du Canada (déjà qualifiés en tant que demi-finalistes de l'édition 2021) se qualifie directement pour la Coupe du monde. La suivante se qualifie via le WXV 2.
| Rang | Pays             | J | V | N | D | Bo | Bd | Pm  | Pe  | Diff | Pts |
| ---- | ---------------- | - | - | - | - | -- | -- | --- | --- | ---- | --- |
| 1    | Canada           | 3 | 3 | 0 | 0 | 2  | 0  | 105 | 40  | +65  | 14  |
| 2    | Nouvelle-Zélande | 3 | 2 | 0 | 1 | 2  | 1  | 143 | 46  | +97  | 11  |
| 3    | États-Unis       | 3 | 1 | 0 | 2 | 1  | 0  | 44  | 132 | -88  | 5   |
| 4    | Australie        | 3 | 0 | 0 | 3 | 1  | 1  | 58  | 132 | -74  | 2   |

|  | Qualification déjà acquise pour la Coupe du monde 2025. |
|  | Qualification pour la Coupe du monde 2025.              |

## WXV 3
La poule 3 du WXV 2024 détermine les deux dernières nations qualifiées pour la Coupe du monde. Six pays participent à cette poule, mais cinq seulement dans le cadre des éliminatoires, les Fidji étant déjà qualifiées (le classement de cette sélection est sans effet). 
| Rang | Pays       | J | V | N | D | Bo | Bd | Pm  | Pe  | Diff | Pts |
| ---- | ---------- | - | - | - | - | -- | -- | --- | --- | ---- | --- |
| 1    | Espagne    | 3 | 3 | 0 | 0 | 1  | 0  | 113 | 8   | +105 | 13  |
| 2    | Samoa      | 3 | 2 | 1 | 0 | 2  | 0  | 99  | 40  | +59  | 12  |
| 3    | Pays-Bas   | 3 | 1 | 1 | 1 | 1  | 0  | 41  | 31  | +10  | 7   |
| 4    | Fidji      | 3 | 1 | 0 | 2 | 1  | 1  | 63  | 58  | +5   | 6   |
| 5    | Hong Kong  | 3 | 1 | 0 | 2 | 0  | 1  | 44  | 78  | -34  | 5   |
| 6    | Madagascar | 3 | 0 | 0 | 3 | 0  | 0  | 22  | 167 | -145 | 0   |

|  | Qualification pour la Coupe du monde 2025. |
|  | Élimination.                               |